# Lijst van voetbalinterlands Guinee - Tsjaad
Deze lijst van voetbalinterlands is een overzicht van alle officiële voetbalwedstrijden tussen de nationale teams van Guinee en Tsjaad. De Afrikaanse landen hebben tot op heden drie keer tegen elkaar gespeeld. Het eerste duel, een kwalificatiewedstrijd voor de Afrika Cup 1994, vond plaats op 16 augustus 1992 in Ndjamena. Het laatste duel, een kwalificatiewedstrijd voor de Afrika Cup 2021, vond plaats op 15 november 2020 in de Tsjadische hoofdstad.

## Wedstrijden
| № | Plaats   | Datum            | Competitie                   | Wedstrijd       | Uitslag |
| - | -------- | ---------------- | ---------------------------- | --------------- | ------- |
| 1 | Ndjamena | 16 augustus 1992 | Afrika Cup 1994 kwalificatie | Tsjaad − Guinee | 0 − 3   |
| 2 | Conakry  | 11 november 2020 | Afrika Cup 2021 kwalificatie | Guinee − Tsjaad | 1 − 0   |
| 3 | Ndjamena | 15 november 2020 | Afrika Cup 2021 kwalificatie | Tsjaad − Guinee | 1 − 1   |

## Samenvatting
| Competitie              | Totaal gespeeld | Winst Guinee | Gelijk | Winst Tsjaad | Doelsaldo Guinee – Tsjaad |
| ----------------------- | --------------- | ------------ | ------ | ------------ | ------------------------- |
| Afrika Cup-kwalificatie | 3               | 2            | 1      | 0            | 5 − 1                     |
| Totaal                  | 3               | 2            | 1      | 0            | 5 − 1                     |

## Details

### Eerste ontmoeting
| Afrika Cup 1994 kwalificatie (Ndjamena, Tsjaad, 16 augustus 1992): |       |                                                            |
| Tsjaad                                                             | 0 – 3 | Guinee                                                     |
|                                                                    | goals | 10' Souleymane Oulare 50' Aboubacar Camara 85' Fode Camara |

### Tweede ontmoeting
| Afrika Cup 2021 kwalificatie (Conakry, Guinee, 11 november 2020): |       |        |
| Guinee                                                            | 1 – 0 | Tsjaad |
| Mady Camara 45'                                                   | goals |        |

FGF · A-internationals · Guinees vrouwenelftal
1960-1969 ·
1970-1979 ·
1980-1989 ·
1990-1999 ·
2000-2009 ·
2010-2019 ·
2020-2029
AC 1970 ·
AC 1974 ·
AC 1976 ·
AC 1980 ·
AC 1994 ·
AC 1998 ·
AC 2004 ·
AC 2006 ·
AC 2008 ·
AC 2012
1962 ·
1963 ·
1964 ·
1965 ·
1966 ·
1967 ·
1968 ·
1969 ·
1970 ·
1971 ·
1972 ·
1973 ·
1974 ·
1975 ·
1976 ·
1977 ·
1978 ·
1979 ·
1980 ·
1981 ·
1982 ·
1983 ·
1984 ·
1985 ·
1986 ·
1987 ·
1988 ·
1989 ·
1990 ·
1991 ·
1992 ·
1993 ·
1994 ·
1995 ·
1996 ·
1997 ·
1998 ·
1999 ·
2000 ·
2001 ·
2002 ·
2003 ·
2004 ·
2005 ·
2006 ·
2007 ·
2008 ·
2009 ·
2010 ·
2011 ·
2012 ·
2013 ·
2014 ·
2015 ·
2016 ·
2017 ·
2018 ·
2019 ·
2020 ·
2021 ·
2022 ·
2023 ·
2024
Algerije ·
Angola ·
Benin ·
Bermuda ·
Botswana ·
Brazilië ·
Burkina Faso ·
Burundi ·
Cambodja ·
Centraal-Afrikaanse Republiek ·
Chili ·
China ·
Comoren ·
Congo-Brazzaville ·
Congo-Kinshasa ·
DDR ·
Egypte ·
Equatoriaal-Guinea ·
Ethiopië ·
Gabon ·
Gambia ·
Ghana ·
Guinee-Bissau ·
Indonesië ·
Irak ·
Iran ·
Ivoorkust ·
Kaapverdië ·
Kameroen ·
Kenia ·
Kosovo ·
Lesotho ·
Liberia ·
Libië ·
Madagaskar ·
Malawi ·
Mali ·
Marokko ·
Mauritanië ·
Mauritius ·
Mozambique ·
Namibië ·
Niger ·
Nigeria ·
Noord-Korea ·
Oeganda ·
Rwanda ·
Senegal ·
Sierra Leone ·
Soedan ·
Somalië ·
Swaziland ·
Tanzania ·
Togo ·
Tsjaad ·
Tunesië ·
Turkije ·
Vanuatu ·
Venezuela ·
Vietnam ·
Zaïre ·
Zambia ·
Zimbabwe ·
Zuid-Afrika ·
Zuid-Jemen
FTF · Tsjadisch vrouwenelftal
Interlands
Tegenstander:
Algerije ·
Angola ·
Bahrein ·
Benin ·
Botswana ·
Centraal-Afrikaanse Republiek ·
Comoren ·
Congo-Brazzaville ·
Congo-Kinshasa ·
Egypte ·
Equatoriaal-Guinea ·
Ethiopië ·
Gabon ·
Gambia ·
Ghana ·
Guinee ·
Ivoorkust ·
Jemen ·
Jordanië ·
Kameroen ·
Liberia ·
Libië ·
Madagaskar ·
Malawi ·
Mali ·
Mauritius ·
Namibië ·
Niger ·
Nigeria ·
Oeganda ·
Sao Tomé en Principe ·
Sierra Leone ·
Soedan ·
Tanzania ·
Togo ·
Tunesië ·
Zambia ·
Zuid-Afrika